# Куделя Микола Павлович
Мико́ла Па́влович Куде́ля (* 10 березня 1914, Буяни Луцького повіту на Волині — † 29 червня 2004) — український шевченкознавець. Учасник національно-визвольного руху за незалежність України. Політв'язень.

## Біографія
Закінчив два класи сільської школи, згодом знання здобував самотужки. В 1927 році в селі була відкрита філія Товариства «Просвіта» і Микола Куделя став одним з її членів.
Пізніше, після закриття польською владою цієї культурно-освітньої організації, він прилучився до роботи у товариствах «Сільський Господар», «Відродження», кооперативі «Добробут».
З 1932 року Микола Куделя — член Організації Українських Націоналістів (ОУН). Саме за культурно-національну діяльність він був у 1939 році заарештований польською поліцією і ув'язнений. Незабаром після звільнення був вдруге арештований і ув'язнений радянськими органами. 23 червня 1941 року пережив страхіття розстрілу енкаведистами в'язнів Луцької тюрми. Після війни відбув заслання на Колимі.
У 1956 році з підірваним здоров'ям Микола Куделя повернувся на Волинь, влаштувався на роботу шахтарем у Львівсько-Волинському вугільному басейні, згодом працював у рідному селі. 30 червня 1993 року волинською прокуратурою він був реабілітований.
Микола Куделя — відомий в Україні збирач Шевченкіани, організатор музею-світлиці Кобзаря у рідному селі. Численні його статті, дослідження, окремі спогади друкувалися у місцевій пресі — газетах «Волинь», «Народна справа», «Слава праці», київських журналах «Самостійна Україна», «Зона». Автор автобіографічних книг «Кобзар у моєму житті» (1998 р.), «Під мурами Луцької тюрми» (2001 р.), «Пекло Колими» (2002 р.). Після смерті Шевченкіану Миколи Куделі було передано до Волинського обласного краєзнавчого музею.
За велику подвижницьку працю у справі збереження духовних цінностей 14 липня 1994 року Волинським обласним відділенням Українського фонду культури М. П. Куделі присвоєно звання лауреата премії «Одержимість». 22 травня 1997 року у Каневі, на Чернечій горі, йому було урочисто вручено Диплом Лауреата премії Всеукраїнського благодійного культурно-наукового фонду імені Тараса Шевченка.
У 1995 році була заснована обласна премія імені Миколи Куделі, яка присуджується за просвітницьку, пошукову, краєзнавчу роботу, популяризацію досягнень національної культури шляхом створення книжкових, музейних зібрань, колекцій, організації заходів із вшанування життя і творчості видатних діячів культури. Вона вручається до дня народження Тараса Шевченка. Першим лауреатом її стала Москалюк Валентина Василівна — завідувачка науково-методичного відділу Державної обласної наукової бібліотеки імені Олени Пчілки. У 2006 році премією була відзначена Пушкар Наталія Юхимівна — головний хранитель фондів Волинського краєзнавчого музею.
Має дочку і сина.
«31 березня 1990 р. пішла у вічність  моя свята дружина, яка розуміла мене, любила понад усе, допомагала збирати скарби Шевченка», – написав у листі Микола Павлович краєзнавцю Петру Кравчуку.
Помер Микола Куделя 29 червня 2004 року.

Екслібрис Миколи Куделі, який він наклеював на свої листи.

## Цікавий факт
У 2007 році оновилася старенька тьмяна ікона, яка вважається родинною реліквією Куделів, оскільки передавалася з покоління в покоління. Після смерті Миколи Куделі ця ікона була передана в Торчинський історико-краєзнавчий музей.

## З листів Миколи Куделі
"З Києва отримав радісну вістку. Моя праця "Кобзар у моєму житті" вже набрана на комп'ютері і швидко вийде друком. Це буде найбільшим моїм щастям в житті!
Працюю клято над спогадом "Луцька тюрма". Збираю жертви по всій Волині хто загинув там 23 червня 1941 року." (З листа Миколи Куделі краєзнавцю Петру Кравчуку, 24.05.1996 р., с. Буяні).

### Твори
- Куделя М. Кобзар у моєму житті: Спогади з недав. минулого. — Луцьк: Ініціал., 1998. — 128 с.
- Куделя М. Крізь бурі лихоліть. — Ст. Паул; Міннеаполіс, МН. — США: Стир, 2001. — 117 с.
- Куделя М. Під мурами Луцької тюрми: Спогади. — Луцьк: Надстир'я, 2001. — 132 с.
- Куделя М. Пекло Колими: Спогад про пережите. — Луцьк: МП «Зоря», 2002. — 117 с.

### Публіцистика
- Куделя М. Волинська трагедія // Минуле і сучасне Волині та Полісся: Ковель і ковельчани в історії України та Волині: Матеріали XII Всеукр. наук. іст.-краєзн. конф., присвяч 12-й річниці Незалежності України; 485-й річниці надання Ковелю Магдебурзького права. — Луцьк, 2003. — С. 314—318.
- Куделя М. Пекло біля замку Любарта // Злочин / Упор. П.Кардаш. — Мельбурн; К., 2003. — С. 421—423. [Архівовано 31 травня 2014 у Wayback Machine.]
- Куделя М. Будив душі від сну неволі // Волинь. — 2000. — 11 берез.
- Куделя М. «Відвідини друзів — найбільше моє щастя» // Нар. справа. — 2003. — 27 лют.
- Куделя М. Волинська трагедія: правда і вимисли // Волинь. — 2003. — 8, 10 лип.
- Куделя М. Вшанували пам'ять друга // Слава праці. — 2001. — 16 черв.
- Куделя М. Гімн — заповіт як найсвятіша молитва // Луцьк. замок. — 2000. — 31 серп.
- Куделя М. Дві нагороди // Слава праці. — 1997. — 6 верес.
- Куделя М. І ми помолимось Богу // Слава праці. — 2000. — 4 берез.
- Куделя М. Незабутня зустріч // Слава праці. — 2001. — 30 черв.
- Куделя М. Повстанський дух України // Слава праці. — 2001. — 10 берез.
- Куделя М. Треба дивитись правді в очі // Волинь. — 2001. — 14 серп.
- Куделя М. Україні віддав усе, що міг // Волинь. — 2001. — 7 лип.
- Куделя М. Українці в Австралії видали «Злочин»: Новини з діаспори // Нар. справа. — 2003. — 29 трав.
- Куделя М. Читайте «Кобзар» // Слава праці. — 2003. — 9 берез.
- Куделя М. Кобзарева світлиця відкрита для всіх. Газета Волинь, 16 вересня 2003 р., с. 3.

### Про Миколу Куделю
- Берекета Б. Селянин, якого врятував Тарас Шевченко // Берекета Б. Вічні розмови: Нариси, репортажі, інтерв'ю. — Луцьк, 1998. — С. 156—159.
- Бондаренко Г. Куделя Микола Павлович / Г.Бондаренко, Г.Гуртовий, А.Силюк // Краєзнавці України: (Сучасні дослідники рід. краю): Довід. — К., Кам'янець-Подільський, 2003. — Т.1. — С. 112—113.
- Корнійчук Н. Сповідь в'язня Луцької тюрми: (Трагіко-героїч. поема): До 85-річного ювілею з дня народж. Куделі. — Луцьк, 1999. — 82 с.
- Кравчук П. А. Книга рекордів Волині. — Луцьк : Волинська обласна друкарня ; Любешів : Ерудит, 2005. — 304 с. — ISBN 966-361-079-4. Шевченкіана, с. 212–213.
- Куделя Микола Павлович // Луцький район: минуле і сучасність. — Луцьк, 2001. — С. 87.
- Куцик О. Ікона Миколи Куделі оновилася. Газ. Волинська газета, 25 січня 2007 р.
- Кучинко О. Збережімо скарби, зібрані Миколою Куделею. Газ. Віче, 12 серпня 2004 р.
- Кучинко О. Невтомний шукач шевченківської правди. Газ. Волинь, 12 березня 2009 р., с. 12.
- Бойко Р. Жива легенда Волині // Наше місто. — 2003. — 29 трав.
- Бородулін С. Відзнака вірному сину // Слава праці. — 2002. — 5 груд.
- Василюк С. «Я благословляю цього молодого українця і вірю в його перемогу»: Ці слова сказав після зустрічі із С.Бондарчуком наш знаменитий земляк М.Куделя // Волинь. — 2002. — 12 берез.
- Вербич В. «Його кров залила моє обличчя» // Сім'я і дім. Нар. трибуна. — 2003. — 23 січ.
- Віктор В. Микола Куделя: Шевченкове слово — як дороговказ // Луцьк. замок. — 2000. — 16 берез.
- Лагановський Л. Людина, якої боялися режими // Уряд. кур'єр. — 2002. — 15 трав.
- Микола Куделя — реабілітований // Голос України. — 1993. — 9 лип.
- Лауреат Шевченківського фонду — Микола Куделя // Волинь. — 1997. — 31 трав.
- Онуфрійчук М. Премії для одержимих // Мол. Волинь. — 1994. — лип.-верес.
- Фесенко Е. З Шевченком у серці, з "Кобзарем" у руках. Газ. Волинь, 11 березня 2004 р., с. 3.
- Цього волинянина знає увесь світ // Нар. справа. — 2001. — 13 груд.
- Шевченкіана Миколи Куделі // Волинь. — 1999. — 13 серп.
- Штинько В. Я любив вас усіх, а найбільше любив Україну... Газ. Волинь, 3 липня 2004 р., с. 3.
- Яременко В. Пройшов крізь пекло Колими. Газ. Волинь, 14 лютого 2004 р., с. 3.
- Філатенко А. Доля, освячена мудрістю Кобзаря. Газ. Волинь, 2 червня 1998 р.
- Наумук С. Шевченкіану Миколи Куделі взяли, а квартири не дали. [Архівовано 8 травня 2016 у Wayback Machine.] Газ. Волинь, 10 березня 2016 р., с.1, 3.
- Філонюк М. Навчився читати за "Кобзарем", а вірші Шевченка врятували життя. Газ. Волинь, 7 березня 2019 р., с. 8.